# Тимур Бекмамбетов
Тимур Бекмамбетов е кинорежисьор и продуцент от казахстански произход. Става световноизвестен с филмите си „Нощен патрул“, „Дневен патрул“ и „Неуловим“.

## Биография
Роден е на 25 юни 1961 в казахстанския град Атърау, тогава част от СССР. На 19-годишна възраст се премества в Ташкент да учи и през 1987 г. завършва Узбекистанския театрално-художествен институт със специалност сценограф.
След като работи известно време като сценограф в ташкентския театър „Илхом“, се мести в Москва. Пробива в Русия със серия рекламни клипове (20) за банка „Империал“, заснети между 1992 и 1997 г., станала еталон за руската реклама.
Първия му пълнометражен филм „Пешаварски валс“ е посветен на Войната в Афганистан. Филмът е приет добре от публиката и критиката и печели награди от кинофестивалите в Карлови Вари и Сочи. Безспорният успех обаче идва през 2004 г. с „Нощен патрул“ и неговото продължение „Дневен патрул“ от 2006 г. През 2007 г. заснема касовия за руския пазар „Ирония на съдбата 2“, който със своите 49 $ милиона е на второ място по приходи в историята на руското кино след „Аватар“.
Работата му е забелязана от Холивуд и през 2008 г. е поканен да заснеме първия си американски филм с участието на Анджелина Джоли „Неуловим“. През 2012 г. се очаква да излезе вторият му американски филм като режисьор „Ейбрахам Линкълн: Ловецът на вампири“ (Abraham Lincoln: Vampire Hunter).

## Филмография
- Пешаварски валс (1994)
- Гладиатрикс (2001)
- Нощен патрул (2004)
- Дневен патрул (2006)
- Ирония на съдбата 2 (2007)
- Неуловим (2008)
- Черната мълния (2009, продуцент)
- Елхи (2010)
- Аполо 18 (2011, продуцент)
- Когато падне мрак (2011, продуцент)
- Ейбрахам Линкълн: Ловецът на вампири (2012)[1]
- Елхи 1914 (2014)[1]
- Снежната кралица 2 (2014, продуцент)
- Хардкор (2015, продуцент)
- Бен-Хур (2016)[2][3]